# Brian & Stewie
Brian & Stewie («Брайан и Стьюи») — семнадцатая серия восьмого сезона мультсериала «Гриффины». Премьерный показ состоялся 2 мая 2010 года на канале FOX.

## Сюжет
Брайан и Стьюи отправляются в банк, где пёс хочет положить кое-что в ячейку на хранение. За ними случайно захлопывается бронированная дверь, и друзья оказываются запертыми, а рабочий день в банке уже окончен. От переживаний Стьюи пачкает свой единственный подгузник, а после, опасаясь, что от этого у него по коже пойдёт раздражение, под дулом пистолета заставляет Брайана съесть свой кал. Наблюдая за этим, Стьюи тошнит, и Брайану также приходится подъедать и рвоту.
У Стьюи есть с собой мобильный телефон, но он тратит единственный звонок, пока не села батарея, на магазин одежды.
Приятели решают подремать, но вскоре понимают, что завтра — воскресенье, а значит, сидеть им здесь ещё долго.
Проснувшись, Брайан решает выпить виски (и оружие и алкоголь хранились в его ячейке), угощает Стьюи, и в итоге оба напиваются. В результате совместного распития между ними возникает ссора: Брайан утверждает, что людям есть чему поучиться у собак, что только у собак есть цели в жизни. На что Стьюи едко замечает, что у самого Брайана этой цели нет, и что он вообще ему не друг, а «мимолётное увлечение». Стьюи всё-таки стреляет из пистолета, и друзьям приходится укрыться под столом, сидя в обнимку, так как пуля бесконечно рикошетит от металлических стен. В этот момент они извиняются друг перед другом.
Вскоре у Брайана новая вспышка ярости: оказывается, у Стьюи всё это время с собой была пища, которую он утаивал. Когда пёс успокаивается, начинается разговор «по душам»: Стьюи спрашивает, зачем Брайан хранит здесь пистолет, на что тот признаётся, что, возможно, он скоро совершит самоубийство, так как никак не может найти цель в жизни. Растроганный Стьюи отвечает, что Брайан нравится ему больше всех из их семьи, оба признаются в любви друг другу. Брайан начинает читать Стьюи книгу, и тот засыпает.
На следующее утро дверь открывается, и Брайан нежно выносит на руках спящего малыша.

## Создание
Эпизод вышел достаточно необычным:
- Длительность — около одного часа с учётом последующего празднования юбилея (см. ниже) мультсериала
- Весь эпизод озвучен одним человеком: автором самого мультсериала, Сетом Макфарлейном (Брайан, Стьюи), так как в нём отсутствуют другие персонажи мультсериала.
- В эпизоде не было ни одной характерной для этого мультсериала врезки[3], зато присутствовало множество музыкальных номеров, как новых, так и из прошлых эпизодов «The Fat Guy Strangler», «Play It Again, Brian», «Business Guy», «Brian Wallows and Peter's Swallows», «Patriot Games» и «Peter's Two Dads»[3][4].
- В эпизоде отсутствуют вступление и финальная музыкальная тема.
- Эпизод стал юбилейным, 150-м (по другой системе подсчёта — 149-м или 143-м).

Автор сценария: Гэри Жанетти
Режиссёр: Доминик Бьянчи
Приглашённые знаменитости: отсутствуют

## Интересные факты